# Édgar Moreno
Édgar Moreno (Quibdó, 30 agosto 1981) è un ex cestista colombiano.

## Carriera
Con la Colombia ha disputato i Campionati americani del 2017.